# Sundbyholmsåsen
Sundbyholmsåsen är ett naturreservat i Eskilstuna kommun i Södermanlands län. Området ligger inuti Sundbyholms naturvårdsområde, cirka 1 mil nordöst om Eskilstuna, direkt norr om Sundby kyrka. Naturreservatet bildades 1975.

## Naturreservatet
År 1972 köpte staten in området för naturvårdsändamål och tre år senare togs beslutet om naturreservat. Sundbyholmsåsen är en grusås, en del av Kjulaåsen. Området är täckt av skog och domineras av tallar. Lövträd finns främst på västra sida noch av dess är den övervägande delen asp. Syftet med reservatet är att skydda och vårda åsens område. I beslutet noteras Sundbyholmsåsen ha "stor betydelse för landskapsbilden och det rörliga friluftslivet". Skogen ska gallras men inte för att skapa öppna ytor utan enbart för att gynna föryngring och för att framhäva åsens topografi mot omgivningen.

### Fornminnen
I naturreservatet finns en fornlämning i form av en gravhög. Här finns även lämningar från en äldre färdväg.

## Bilder

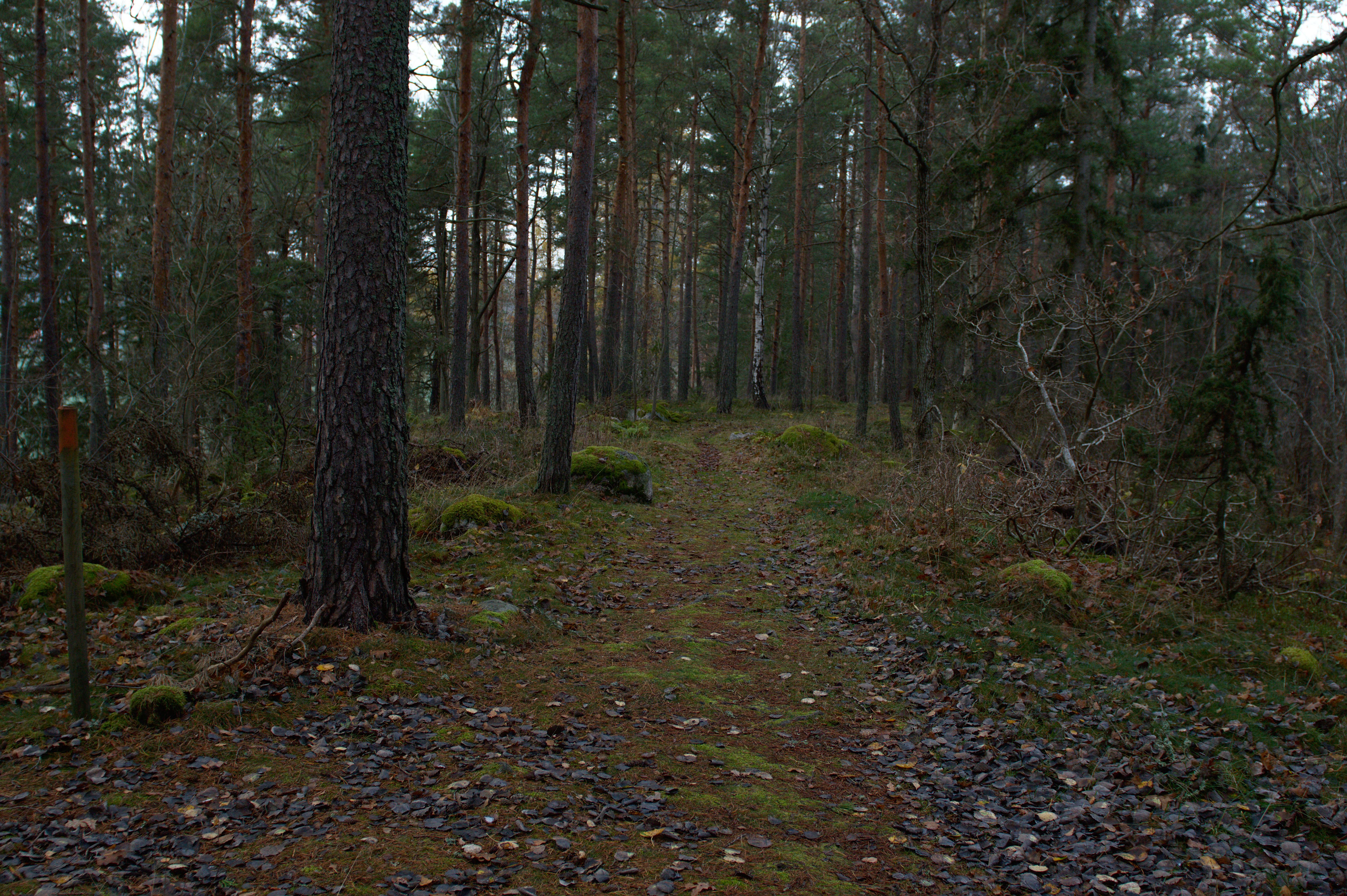
En markerad stig leder genom naturreservatet.
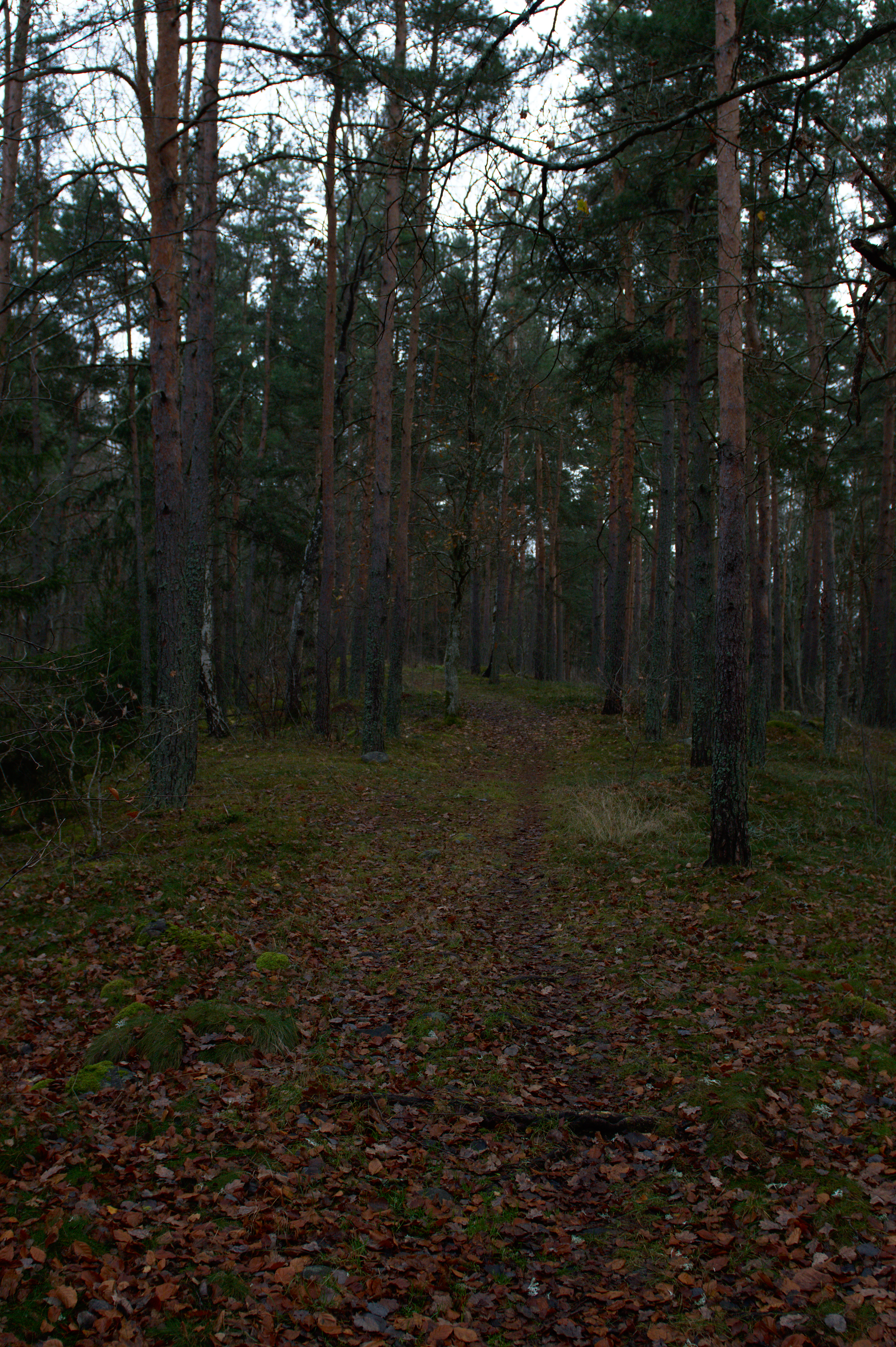
Tallar uppe på åsen.
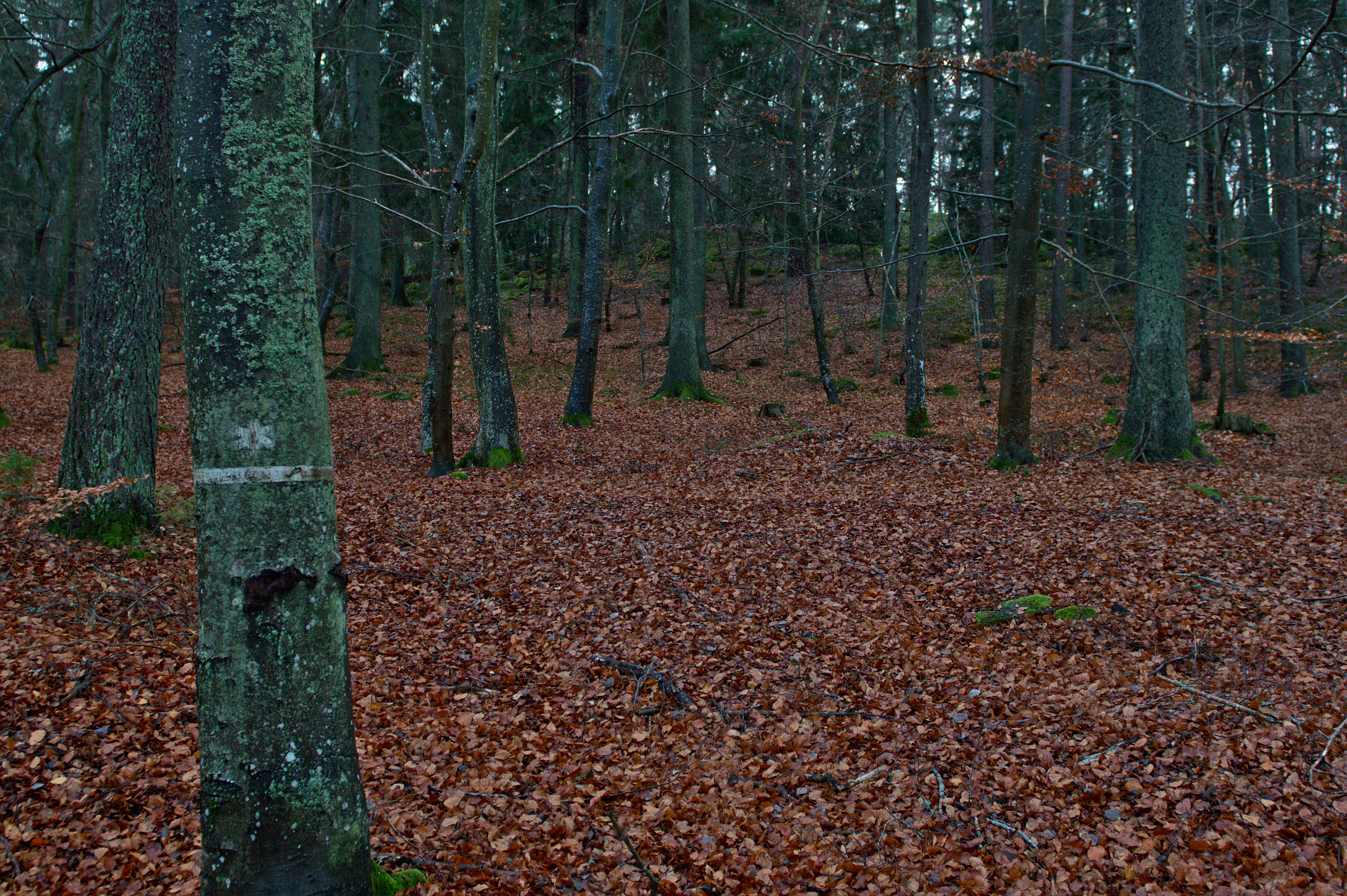
Bokskog på nordöstra sidan.